# Cyril Vasiľ

Wappen von Cyril Vasiľ

Cyril Vasiľ SJ (* 10. April 1965 in Košice, Tschechoslowakei) ist ein slowakischer Ordensgeistlicher und Bischof der griechisch-katholischen Eparchie Košice.

## Leben
Cyril Vasiľ studierte von 1982 bis 1987 Katholische Theologie und Philosophie an der Römisch-katholischen Theologischen Kyrill-und-Methodius-Fakultät der Comenius-Universität Bratislava. Er empfing am 14. Juni 1987 durch den Bischof von Križevci, Slavomir Miklovš, das Sakrament der Priesterweihe für die Eparchie Prešov. Vasiľ erwarb 1989 am Päpstlichen Orientalischen Institut in Rom ein Lizenziat im Fach Kirchenrecht. Am 15. Oktober 1990 trat er in die Ordensgemeinschaft der Jesuiten ein und legte 2001 die ewige Profess ab. 1994 wurde Cyril Vasiľ am Päpstlichen Orientalischen Institut im Fach Kirchenrecht promoviert.
2002 wurde Vasiľ zum Dekan der Fakultät für Kirchenrecht am Päpstlichen Orientalischen Institut und zu dessen Pro-Rektor gewählt. Cyril Vasiľ wurde 2007 zum Rektor des Päpstlichen Orientalischen Institutes ernannt.
Am 7. Mai 2009 ernannte ihn Papst Benedikt XVI. zum Titularerzbischof von Ptolemais in Libya und bestellte ihn zum Sekretär der Kongregation für die orientalischen Kirchen. Die Bischofsweihe spendete ihm am 14. Juni 2009 der ehemalige Bischof von Križevci, Slavomir Miklovš, in der Patriarchalbasilika Santa Maria Maggiore; Mitkonsekratoren waren der Erzbischof der Erzeparchie Prešov, Ján Babjak SJ, und der Bischof der Eparchie Košice, Milan Chautur CSsR. Cyril Vasiľ wählte sich den Wahlspruch Parati semper („Seid stets bereit“), der dem 1. Brief des Petrus (1 Petr 3,15 ) entstammt.
Cyril Vasiľ ist Konsultor der Kongregation für die Glaubenslehre und des Päpstlichen Rates der Seelsorge für die Migranten und Menschen unterwegs sowie des Päpstlichen Rates zur Förderung der Einheit der Christen (seit 2010). Zudem wurde er 2005 zum Berater der Bischofssynode ernannt. Seit 29. Januar 2011 war Cyril Vasiľ Mitglied des Päpstlichen Rates der Seelsorge für die Migranten und Menschen unterwegs. Am 29. Juli 2019 berief ihn Papst Franziskus zum Mitglied der Berufungskommission für schwerwiegende Strafsachen, deren Entscheidung der Glaubenskongregation vorbehalten ist.
Am 20. Januar 2020 ernannte ihn Papst Franziskus zum Apostolischen Administrator sede plena der Eparchie Košice. Papst Franziskus berief ihn am 21. Juni 2021 zudem zum Mitglied der Apostolischen Signatur.
Papst Franziskus ernannte ihn am 24. Juni 2021 zum Bischof der Eparchie Košice unter Beibehaltung des persönlichen Titels eines Erzbischofs. Die Amtseinführung fand am 4. Juli desselben Jahres statt.
Am 31. Juli 2023 berief ihn Papst Franziskus aufgrund des dortigen Liturgiekonfliktes zum Päpstlichen Delegaten für das Großerzbistum Ernakulam-Angamaly. Diese Beauftragung endete am 7. Juli 2025.
Am 17. Februar 2024 wurde er Mitglied des Dikasteriums für die Selig- und Heiligsprechungsprozesse.